# Lioubov Iegorova (ski de fond)
Pour les articles homonymes, voir Lioubov Iegorova et Iegorov.
Lioubov Ivanovna Iegorova (en russe : Любовь Ивановна Егорова), née le 5 mai 1966 à Seversk, est une fondeuse russe. Sextuple championne olympique en seulement deux éditions des Jeux olympiques, quatre fois individuellement et deux fois en relais, triple vice-championne olympique, l'athlète soviétique puis russe possède l'un des plus beaux palmarès du ski de fond mondial et est l'athlète féminine avec le plus de titres aux Jeux olympiques d'hiver de l'histoire. Également détentrice de trois titres mondiaux, dont un individuel, et d'une victoire au classement général en Coupe du monde, remportée en 1993, son palmarès est terni par un contrôle antidopage positif après sa victoire dans le 5 km des Mondiaux de 1997.

## Biographie
Lioubov Iegorova naît le 5 mai 1966 en Sibérie occidentale. Elle grandit à Tomsk et débute dès le plus jeune âge dans plusieurs sports d'hiver et se distingue en ski de fond. La jeune fille, deuxième enfant d'ouvriers dans la défense, aime d'abord la danse mais les responsables soviétiques du sport l'incitent à se concentrer sur le ski. En 1982, elle part à Leningrad pour s'entraîner sur le meilleur parcours de ski de fond du pays. Aux Championnats du monde junior, elle remporte deux médailles d'or : en 1985 sur le relais et en 1986 sur le cinq kilomètres.
Legorova fait ses débuts sur le circuit de la Coupe du monde en mars 1984 (18e), compétition dans laquelle elle obtient son premier podium en février 1990 au dix kilomètres libre de Val di Fiemme et sa première victoire en relais à Örnsköldsvik quelques semaines plus tard. Troisième du classement général de la Coupe du monde en 1991 et 1992, elle remporte la compétition l'année suivante, où elle collectionne quatre succès sur quatre formats de course différents (15 km, 30 km, 5 km et poursuite).
Endurante, excellant en style classique comme en style libre, la Soviétique remporte le 30 kilomètres en style libre des championnats du monde de ski nordique 1991 à Val di Fiemme (première victoire individuelle) puis le relais 4 x 5 km. Aux Championnats du monde 1993 à Falun, elle récolte un total de quatre médailles, gagnant l'argent au cinq kilomètres (doublé russe avec Larisa Lazutina vainqueur), le bronze à la poursuite et au trente kilomètres et l'or de nouveau en relais.
Après s'être préparée en Norvège puis douze jours en Autriche, elle concourt aux Jeux olympiques de 1992 sous le maillot de l'équipe unifiée aux Jeux olympiques. Championne olympique du 15 km style libre, vice-championne du 5 km style classique, titrée en poursuite puis en relais et vice-championne du 30 km, Iegorova conclut l'olympiade avec cinq médailles et est l'une des vedettes des Jeux d'Albertville. L'argent qu'elle reçoit du comité olympique russe lui permet de se faire construire une maison pour son mari, Igor Sysoev, et elle,.
Deux ans plus tard, à Lillehammer, Iegorova gagne de nouvelles médailles d'or aux Jeux d'hiver de 1994. Celle qui envisage de quitter la compétition pour devenir professeur et mère de famille gagne le 5 km classique et la poursuite avant d'offrir à la Russie la médaille d'or du relais 4x5 km grâce à sa puissance,. Après avoir terminé médaillée dans ses quatre premières épreuves disputées, Iegorova ne termine que cinquième du 30 km et manque d'égaler le record de médailles gagnées sur les Jeux olympiques d'hiver, détenu par Raisa Smetanina. Elle devient tout de même la sportive féminine avec le plus de médailles d'or aux jeux d'hiver avec six unités et est seulement derrière Bjørn Dæhlie à ce compte, tous athlètes confondus aux jeux d'hiver. Elle se classe deuxième de la Coupe du monde, notamment grâce à ses excellents jeux olympiques et une victoire à Holmenkollen (15 kilomètres).
En fin d'année 1995, Iegorova porte définitivement son total de victoires en Coupe du monde à treize, avec des succès à Vuokatti (5 kilomètres) et Davos (poursuite).
En 1997, avec sa victoire sur le 5 km classique des championnats du monde, elle est contrôlée positive au Bromantan, reconnaît les faits et est disqualifiée au profit de sa dauphine, sa compatriote Elena Välbe,.
Elle prend part à sa dernière compétition majeure en 2002, à l'occasion des Jeux olympiques de Salt Lake City, où elle obtient une cinquième place (15 km classique) et une onzième place (sprint). Elle participe à son ultime saison de Coupe du monde en 2002-2003.
Son fils Viktor Sysoyev (en) est footballeur.

## Palmarès
| Épreuve / Édition      | Sprint                           | Sprint                           | 5 km classique                     | 10 km                            | 10 km                            | 15 km                            | 15 km                              | Poursuite                      | 30 km                              | Relais 4 × 5 km                |
| Épreuve / Édition      | libre                            | classique                        | 5 km classique                     | libre                            | classique                        | libre                            | classique                          | Poursuite                      | 30 km                              | Relais 4 × 5 km                |
| JO 1992 Albertville    | Épreuve inexistante à cette date | Épreuve inexistante à cette date | Médaille d'argent, Jeux olympiques | Épreuve inexistante à cette date | Épreuve inexistante à cette date | Épreuve inexistante à cette date | Médaille d'or, Jeux olympiques     | Médaille d'or, Jeux olympiques | Médaille d'argent, Jeux olympiques | Médaille d'or, Jeux olympiques |
| JO 1994 Lillehammer    | Épreuve inexistante à cette date | Épreuve inexistante à cette date | Médaille d'or, Jeux olympiques     | Épreuve inexistante à cette date | Épreuve inexistante à cette date | Épreuve inexistante à cette date | Médaille d'argent, Jeux olympiques | Médaille d'or, Jeux olympiques | 5e                                 | Médaille d'or, Jeux olympiques |
| JO 2002 Salt Lake City | 11e                              | Épreuve inexistante à cette date | Épreuve inexistante à cette date   | Épreuve inexistante à cette date | 5e                               | —                                | Épreuve inexistante à cette date   | —                              | —                                  | —                              |

Légende :
- : première place, médaille d'or
- : deuxième place, médaille d'argent
- : troisième place, médaille de bronze
- : pas d'épreuve

La poursuite est disputée selon différent format : 5 km classique puis 10 km libre en 1992 et 1994, puis un 2 × 5 km en 2002.

### Championnats du monde
| Édition / Épreuve  | 5 km   | 10 km                            | 10 km                            | Poursuite | 15 km                            | 30 km  | 4 × 5 km |
| Édition / Épreuve  | 5 km   | Libre                            | Classique                        | Poursuite | 15 km                            | 30 km  | 4 × 5 km |
| ------------------ | ------ | -------------------------------- | -------------------------------- | --------- | -------------------------------- | ------ | -------- |
| Val di Fiemme 1991 | 4e     | 8e                               | Épreuve inexistante à cette date | 11e       | Épreuve inexistante à cette date | Or     | Or       |
| Falun 1993         | Argent | Épreuve inexistante à cette date | Épreuve inexistante à cette date | Bronze    | 15e                              | Bronze | Or       |
| Trondheim 1997     | DSQ    | Épreuve inexistante à cette date | Épreuve inexistante à cette date | -         | 6e                               | -      | -        |

Légende :
- : première place, médaille d'or
- : deuxième place, médaille d'argent
- : troisième place, médaille de bronze
- : épreuve non disputée lors de cette édition
- DSQ : disqualifiée

### Coupe du monde
- 1 globe de cristal : gagnante du classement général en 1993.
- 41 podiums individuels : 13 victoires, 17 deuxièmes places et 11 troisièmes places.
- 12 victoires en relais..

Palmarès comprenant les podiums obtenus aux Jeux olympiques et Championnats du monde jusqu'en 1999 selon la FIS

### Victoires individuelles en Coupe du monde
| Numéro | Date             | Lieu                                  | Discipline      |
| ------ | ---------------- | ------------------------------------- | --------------- |
| 1      | 16 février 1991  | Val di Fiemme (Championnats du monde) | 30 km libre     |
| 2      | 9 février 1992   | Albertville (Jeux olympiques)         | 15 km classique |
| 3      | 15 février 1992  | Albertville                           | 10 km poursuite |
| 4      | 18 décembre 1992 | Val di Fiemme                         | 15 km libre     |
| 5      | 3 janvier 1993   | Kavgolovo                             | 30 km classique |
| 6      | 6 mars 1993      | Lahti                                 | 5 km libre      |
| 7      | 10 mars 1993     | Lillehammer                           | 10 km poursuite |
| 8      | 8 janvier 1994   | Kavgolovo                             | 10 km classique |
| 9      | 15 janvier 1994  | Oslo                                  | 15 km libre     |
| 10     | 15 février 1994  | Lillehammer (Jeux olympiques)         | 5 km classique  |
| 11     | 17 février 1994  | Lillehammer (Jeux olympiques)         | 10 km poursuite |
| 12     | 25 novembre 1995 | Vuokatti                              | 5 km classique  |
| 13     | 10 décembre 1995 | = Davos                               | 10 km poursuite |

#### Classements détaillés
| Saison / Épreuve | Saison / Épreuve | Général | Général |
| ---------------- | ---------------- | ------- | ------- |
| Saison / Épreuve | Saison / Épreuve | Class.  | Points  |
| 1983-1984        | 1983-1984        | 45e     | 7       |
| 1987-1988        | 1987-1988        | 29e     | 19      |
| 1988-1989        | 1988-1989        | 42e     | 6       |
| 1989-1990        | 1989-1990        | 6e      | 94      |
| 1990-1991        | 1990-1991        | 3e      | 126     |
| 1991-1992        | 1991-1992        | 3e      | 152     |
| 1992-1993        | 1992-1993        | 1re     | 760     |
| 1993-1994        | 1993-1994        | 2e      | 740     |
| 1995-1996        | 1995-1996        | 5e      | 690     |
| 1996-1997        | 1996-1997        | 10e     | 271     |
| 1998-1999        | 1998-1999        | 41e     | 38      |
| 1999-2000        | 1999-2000        | 14e     | 310     |
| 2000-2001        | 2000-2001        | 22e     | 188     |
| 2001-2002        | 2001-2002        | 17e     | 263     |
| 2002-2003        | 2002-2003        | 34e     | 132     |

## Distinctions
Elle reçoit la Médaille Holmenkollen en 1994.